# Love Crisis
Love Crisis – pierwszy album studyjny Black Uhuru, jamajskiej grupy muzycznej wykonującej roots reggae. 
Płyta została wydana w roku 1977 przez londyńską wytwórnię Third World Records. Nagrania zarejestrował w słynnym studiu Harry'ego J Prince Jammy. On też nakładem swojego labelu Jammy's Records wydał krążek na Jamajce w roku 1981 (edycja ta jest nieco inaczej zmiksowana, wzbogacona o partie saksofonowe; ponadto różnią się kolejność i niektóre tytuły utworów). W tej wersji album doczekał się kilku reedycji pod zmienioną nazwą Black Sounds of Freedom, wydanych przez Greensleeves Records (LP, 1981 oraz CD, 1993), Shanachie Records (CD, 1990) oraz Artists Only! Records (CD, 1999). Natomiast w roku 2009 nakładem Greensleeves ukazała się wersja deluxe albumu, na dwóch płytach CD mieszcząca zarówno obydwie wersje krążka, jak również wydany oryginalnie w roku 1982 materiał Uhuru in Dub z utworami zdubowanymi przez Prince'a Jammy'ego.

## Lista utworów (Third World Records 1977)

### Strona A
1. "Crisis For Love"
2. "Satan Army Band"
3. "Tonight Is The Night To Unite"
4. "Eden Out Deh"
5. "Sorry For That Man"

### Strona B
1. "I Love King Selassie"
2. "Natural Mystic"
3. "Hard Ground"
4. "African Love"
5. "Willow Tree"

## Lista utworów (Jammy's Records 1981)

### Strona A
1. "Love Crisis"
2. "Time To Unite"
3. "Bad Girl"
4. "Eden"
5. "Willow Tree"

### Strona B
1. "King Selasie"
2. "African Love"
3. "Natural Mystic"
4. "Army Band"
5. "Hard Ground"

## Muzycy

### Black Uhuru
- Duckie Simpson – wokal
- Michael Rose – wokal
- Errol "Jay" Wilson – wokal (na okładce pomylony z klawiszowcem Errolem Nelsonem)

### Instrumentaliści
- Earl "Wire" Lindo – gitara
- Earl "Chinna" Smith – gitara
- Winston "Bo-Peep" Bowen – gitara
- Eric "Bingy Bunny" Lamont – gitara rytmiczna
- Robbie Shakespeare – gitara basowa
- Sly Dunbar – perkusja
- Carlton "Santa" Davis – perkusja
- Noel "Skully" Simms – perkusja
- Gladstone Anderson – fortepian
- Keith Sterling – fortepian
- Cedric "Im" Brooks – saksofon
- Felix "Deadly Headley" Bennett – saksofon
- Winston Wright – klawesyn, klawinet, organy
- Johnny Osbourne – harmonijka ustna